# アロールート
アロールート(Arrowroot)は、クズウコン等いくつかの熱帯植物の地下茎から得られるデンプンである。フロリダソテツから得られるフロリダアロールートやキャッサバから得られるタピオカもアロールートと呼ばれることがある。タシロイモのポリネシアンアロールートやクズも似た用途で用いられる。

## 歴史
アメリカでの考古学的調査により、7000年前からアロールートが栽培されていた証拠が見いだされた。その名前は、これを主食としていたカリブ海のアラワク族の言葉で「食事の食事」を意味するaru-aruに由来すると考えられる。また、毒矢(poison-arrow)の傷の治療に用いられたことに由来するという説もある。初期のノーカーボン紙には、粒子の細かさのため、アロールートが材料として広く用いられたが、小麦粉を遠心分離する経済的な方法が考案された後は、製紙におけるその役割を失った。

## セントビンセント・グレナディーンにおける栽培
セントビンセント島は、アロールート生産の長い歴史を持つ。ブラック・カリブとガリフナの食糧及び薬品として産業が始まり、1900年から1965年まで、セントビンセント・グレナディーンの主要な輸出品となった。1930年代には、植民地貿易の重要なコモディティとなった。19世紀に砂糖産業が衰退すると、それを埋めるようにアロールートの栽培が発展した。それ以来、農家に広く受け入れられたが、バナナ等の他の作物に押されて耕作面積は徐々に減少している。セントビンセント島本土の谷に位置する様々な壮大な19世紀の工場の遺跡は、かつての重要性を示している。
現在、アロールートの栽培は、ラバッカ川北部、特にオウィアが中心である。ここは、カリブの子孫が多く住む地域でもある。1998年-1999年には、ピークである1960年代の約3%に当たる14.2万kgのデンプンが生産された。
過去には、セントビンセントのアロールート産業は、島の経済の重要な役割を担い、国の外貨獲得の50%近くを占めていた。1930年代から1960年代には、現地の人々の主要な雇用源、収入源だった。
根茎により繁殖し、栽培は、300mまでの標高の風が当たる東面の高地で行われる。栽培面積は3,700 haになり、その約80%は小規模農家による。植物は非常に硬く、生育に不可欠な条件は少ない。セントビンセントの特に北東岸は、深く、水はけがよく、弱酸性の土壌と高温多湿の気候で、アロールートの生育と収穫に最適な条件である。開けた森林斜面で、移動耕作により作る農家もある。
収穫期は、10月から5月である。広い農地では、収穫は麓から頂上に向けて行われる。収穫の際には、根茎から芽を切り離し、根茎の収穫と芽の播種が同時に行われる。セントビンセントでは、地元の失業者や多くの女性労働者が作業に参加する。最近では収穫のための機械も導入され、より速く収穫が可能になった。
ベルビューとオウィアにある6つの工場で処理されている。

## デンプンの抽出
アロールートの塊茎は、約23%のデンプンを含む。水洗いの後、不快な香りの元となる紙のような鱗片を丁寧に取り除く。その後、再度洗ってから水気を切り、潰してパルプ状にする。粗い布で濾過すると、不溶性の純粋なデンプンが底に沈殿する。これを天日か乾燥室で乾かすと、アロールートが完成し、缶や箱に詰めて販売される。
アロールートのデンプンは、かつてはジャガイモやその他のデンプンと混ぜられていた。純粋なアロールートは、他の純粋なデンプンと同様に、軽く白い粉末である。乾燥すると無臭だが、湯と混ぜると微かな独特の臭気を放つ。ゼリーに調理すると膨張し、大きな粒子を含む低質のデンプンと異なり、非常に滑らかな口当たりとなる。
アロールートのデンプンを顕微鏡で見ると、近位端にへそのある楕円形をしている。

## 調理

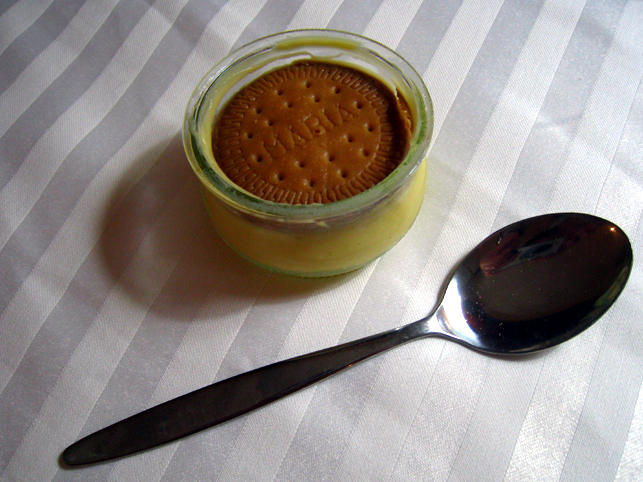
アロールートのビスケットを乗せたカスタード

ヴィクトリア朝の時代には、アロールートはとても人気があり、ナポレオン・ボナパルトは、イギリス人のアロールート好きは、彼らの植民地の貿易を支援するためであると述べたと言われている。ビスケット、プディング、ゼリー、ケーキ、ホットソース、肉エキス等として食べられる。葛は、朝鮮料理やベトナム料理で麺として食べられる。ヴィクトリア朝の時代には、少量の調味料とともに茹でて、子供や食事制限者のための消化の良い食物として食べられた。ビルマでは、artarlutと呼ばれるアロールートの根塊を茹でるか蒸すかして、塩と油で食べる。
アロールートにより、透明なフルーツゼリーを作ることができ、また自家製アイスクリームで氷の結晶が生じるのを防ぐことができる。コーンスターチや小麦粉等のようにソースが濁ることなく、アジア風の甘酸っぱいソース等、酸味のある食材の増粘剤としても利用できる。
グルテンを含まないため、グルテン関連障害患者のために小麦粉の代用としても用いられる。しかし、炭水化物が多くてタンパク質が少ない（約7.7%）ため、製パンにおいて完全な小麦粉の代用にはならない。
アロールートは、小麦粉やコーンスターチよりも低い温度でとろみをつけることができ、酸によりとろみがなくなることはなく、より自然な味となり、凍っても影響を受けない。乳製品とはうまく混ざらず、スライムのような混合物ができる。熱い液体と混ぜる前には、冷たい液体と混ぜる方が良い。混合物は、とろみがついた状態のままでのみ加熱でき、薄くなるのを防ぐためにすぐに火から下ろす必要がある。加熱しすぎるととろみがなくなる。ティースプーン2杯のアロールートで、ティースプーン1杯のコーンスターチ、2杯の小麦粉の代用となる。